# HD 180902
HD 180902 är en dubbelstjärna belägen i den norra delen av stjärnbilden Skytten. Den har en kombinerad skenbar magnitud av ca 7,78 och kräver åtminstone en stark handkikare eller ett mindre teleskop för att kunna observeras. Baserat på parallax enligt Gaia Data Release 2 på ca 9,5 mas, beräknas den befinna sig på ett avstånd på ca 342 ljusår (ca 105 parsek) från solen. Den rör sig närmare solen med en heliocentrisk radialhastighet på ca -4,5 km/s.

## Egenskaper
Primärstjärnan HD 180902 A är en orange till gul jättestjärna av spektralklass K0 III/IV. Den har en massa som är ca 1,5 solmassor, en radie som är ca 4 solradier och har ca 9,5 gånger solens utstrålning av energi från dess fotosfär vid en effektiv temperatur av ca 5 000 K.
Data för följeslagaren HD 180902 B är okända eftersom den endast har observerats genom dess effekt på primärstjärnans radiella hastighet.

## Planetsystem
Exoplaneten HD 180902 b upptäcktes med Doppler-spektroskopimetoden med observationer tagna vid W.M. Keck-observatoriet. De radiella hastigheterna visade en långsiktig linjär trend i data som tyder på närvaro av en ytterligare följeslagare av okänd natur med en längre period. Denna visades senare på grund av dubbelstjärnans följeslagare.
Det finns en andra obekräftad exoplanet med en massa som är dubbelt så stor som Neptunus och en omloppsperiod på 15 dygn.
| Planet | Massa             | Halv storaxel (AE) | Siderisk omloppstid (d) | Excentricitet | Inklination | Radie |
| ------ | ----------------- | ------------------ | ----------------------- | ------------- | ----------- | ----- |
| b      | ≥1,685 ± 0,041MJ  | 1,40 ± 0,11        | 510,9 ± 1,5             | 0,107 ± 0,022 | -           | -     |
| c      | ≥0,099 ± 0,014 MJ | 0,139 ± 0,011      | 15,9058 ± 0,0055        | 0,28 ± 0,13   | -           | -     |